# Isole Routan
Le isole Routan  (in russo: острова Роутан, ostrova Routan) sono due isole nel mare della Siberia orientale, Russia. Amministrativamente appartengono al Čaunskij rajon del Circondario autonomo della Čukotka.
Le isole sono state scoperte e mappate nel 1821 dalla spedizione guidata da Ferdinand Petrovič Vrangel'.

## Geografia

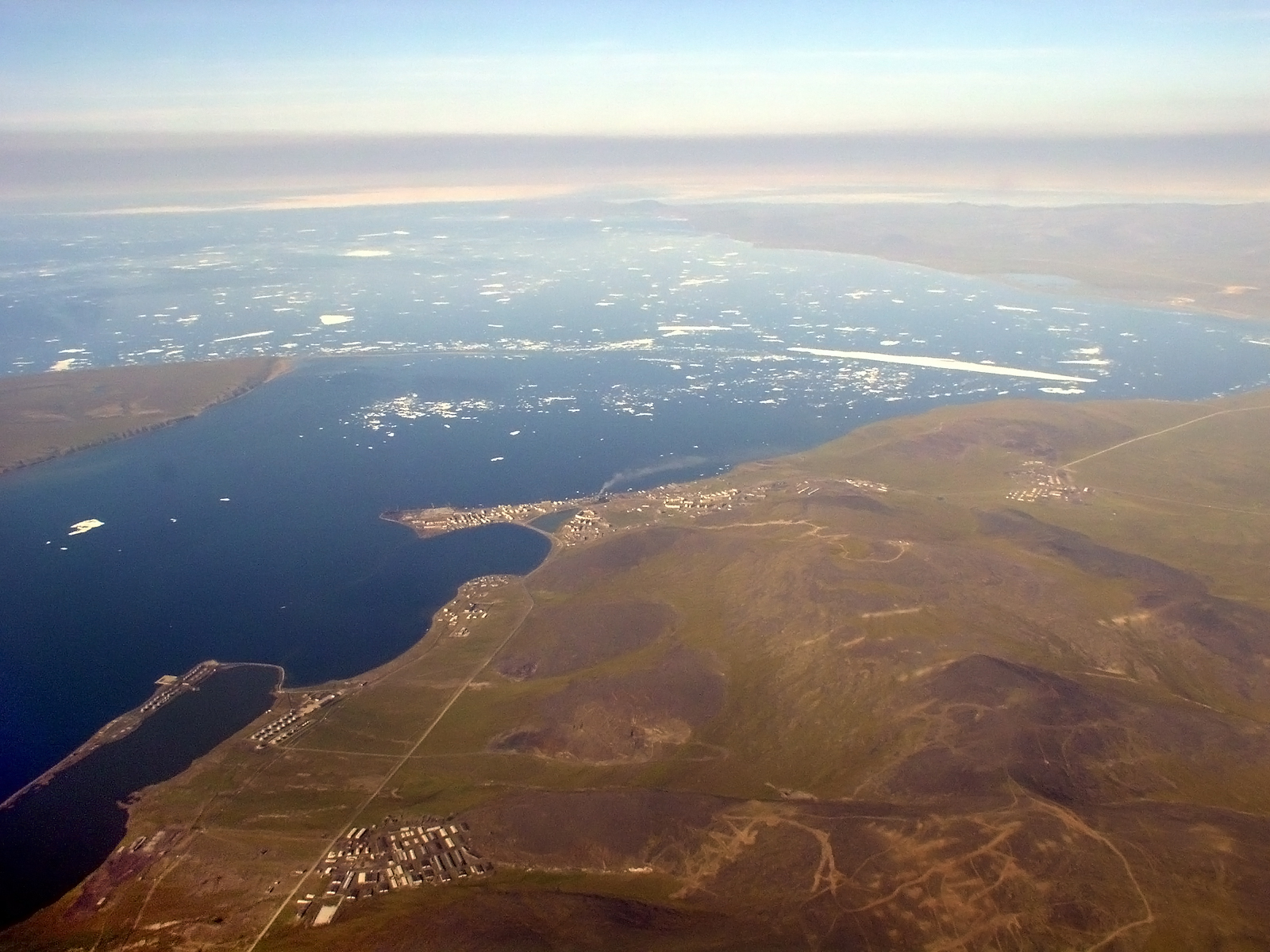
Lo stretto di fronte a Pevek e parte della Grande Routan (a sinistra).

Le isole si trovano nel canale (Средний пролив) che conduce alla baia Čaunskaja (Чаунская губа), di fronte alla città di Pevek e sono separate dalla terraferma dallo stretto di Pevek (пролив Певек), largo 4,7 km. A ovest, a 24 km, sul lato opposto, si trova l'isola Ajon.
- Isola Bol'šoj Routan, cioè la Grande Routan (остров Большой  Роутан), ha una forma triangolare, è lunga 9,5 km, larga 4,5 e ha un'altezza di 79 m[1]; ci sono parecchi laghi, i maggiori sono il Krugloe e il Vodovoznoe. Sull'isola c'è una piccola stazione artica[1] e un faro di segnalazione all'estremità orientale[1].
- Isola Malyj Routan, la Piccola Routan (остров Малый Роутан), ha solo 1,3 km di lunghezza e si trova 1 km a ovest della punta meridionale di Bol'šoj Routan.